# Theodor C. Văcărescu
Teodor C. Văcărescu (n. 17 aprilie 1842 – d. 15 aprilie 1914) a fost fiul marelui logofăt Constantin Văcărescu (1802-1867) și al Elenei Linche. A fost numit Mareșal al Curții Regale de către Carol I.

## Familia

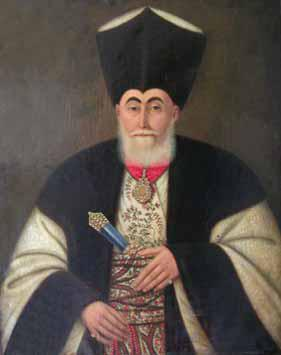
Bunicul lui Teodor C. Văcărescu, Teodor Văcărescu.

Teodor provenea din Familia Văcărescu, fiind descendent al lui Ianache Văcărescu. Prin tatăl său, este nepotul lui Teodor Văcărescu, pretendent la tronul Țării Românești la 1842, iar prin bunica sa paternă, Maria, este descendent al familiei Ghika.

## Educația
Teodor și-a început educația în 1850. În 1854 a urmat Școala Militară Preparatorie din Potsdam și Școala Militară din Berlin. Teodor a frecventat și cursurile Facultății de Litere și Filozofie din Berlin.

## Cariera
În 1859, Teodor a venit în țară, unde sa înrolat în armată. După ce domnitorul Alexandru Ioan Cuza a abdicat de la tron în 1866, Teodor a fost numit prefect al județului Prahova și l-a însoțit pe Cuza la Brașov. A fost numit agent diplomatic în 1870, iar în 1873, Carol I l-a numit mareșal al Curții Regale. În octombrie 1876, Teodor a avut o misiune diplomatică în Imperiul Rus, pentru a negocia cu împăratul Alexandru al II-lea, trecerea armatelor ruse prin teritoriul României. Pe timpul Războiului de Independență a fost numit căpitan de miliție și a traversat Dunărea pentru a participa la luptele din jurul Plevnei. În 1881 a fost răplătit cu gradul de locotenent-colonel. În anii 1880 el a fost numit ministru plenipotențiar la Roma și apoi la Viena, post pe care l-a păstrat din 1885 până la 1891. Teodor a activat de mai multe ori ca deputat și senator în Parlamentul României.

## Lucrări literare
În 1886 și 1887, Teodor a scris două volume a cărții sale Luptele românilor în rezbelul din 1877–1878, opera sa a fiind apreciată și premiată de Academia Română.